# Кулотино
Кулотино (рус. Кулотино) насељено је место са административним статусом варошице (рус. посёлок городского типа) на северозападу европског дела Руске Федерације. Налази се у централном делу Новгородске области и административно припада Окуловском рејону.
Према проценама националне статистичке службе за 2014. у вароши је живело 2.689 становника.

## Географија
Кулотино је смештено на обалама реке Перетне, леве притоке реке Мсте, на око 12 километара северније од рејонског центра града Окуловке (са којим је повезано железницом).

## Историја
Насељено место под именом Кулотино у писаним изворима први пут се помиње у неким катастарским списима Великог Новгорода из 1459. године, мада се претпоставља да је само насеље знатно старије. Поуздано је познато да је околина насеља била насељена у првим вековима прошлог миленијума, а томе у прилог иду и материјални остаци 13 гробних места из периода V—IX века.
До интензивнијег развоја насеља долази тек 1882. након отварања мање текстилне радионице (пређа и ткање). У јуну 1928. село Кулотино је подигнуто у ранг административне варошице.

## Демографија
Према подацима са пописа становништва 2010. у граду је живело 3.024 становника, док је према проценама националне статистичке службе за 2014. варошица имала 2.689 становника.
| 1897. | 1939. | 1959. | 1970. | 1979. | 1989. | 2002. | 2010. | 2014. |
| ----- | ----- | ----- | ----- | ----- | ----- | ----- | ----- | ----- |
| 711   | 7,085 | 6,072 | 5,698 | 4,817 | 4,304 | 3,430 | 3,024 | 2,689 |